# Міранда-де-Асан
Міранда-де-Асан (ісп. Miranda de Azán) — муніципалітет в Іспанії, у складі автономної спільноти Кастилія-і-Леон, у провінції Саламанка. Населення — 458 осіб (2010).
Муніципалітет розташований на відстані близько 170 км на захід від Мадрида, 8 км на південь від Саламанки.
На території муніципалітету розташовані такі населені пункти: (дані про населення за 2010 рік)
- Альдеагальєга: 6 осіб
- Альдеануева: 5 осіб
- Міранда-де-Асан: 295 осіб
- Торресілья: 0 осіб
- Урбанісасьйон-лас-Льєбрес: 70 осіб
- Урбанісасьйон-лос-Гіхос: 82 особи

## Демографія
Динаміка населення (INE ):

## Зовнішні посилання
- Провінційна рада Саламанки: індекс муніципалітетів [Архівовано 23 квітня 2009 у Wayback Machine.]
- Посилання на Google Maps